# Taft (ort i Iran, Yazd, lat 31,74, long 54,20)
Taft (persiska: تفت) är en ort i Iran.   Den ligger i provinsen Yazd, i den centrala delen av landet, 500 km sydost om huvudstaden Teheran. Taft ligger 1 549 meter över havet och antalet invånare är 19 394.
Terrängen runt Taft är varierad.Runt Taft är det glesbefolkat, med 8 invånare per kvadratkilometer. Taft är det största samhället i trakten. Trakten runt Taft är ofruktbar med lite eller ingen växtlighet.